# Great Northern Railway, Storbritannien
Great Northern Railway (GNR) var ett järnvägsbolag i Storbritannien. GNR körde tåg från London King's Cross till York och på bibanor längs sträckan tills de 1923 tillsammans med ett antal andra järnvägsbolag bildade London and North Eastern Railway.
1. ↑  hämtat från: engelskspråkiga Wikipedia.[källa från Wikidata]